# Menelaos
Menelaos (gr. Μενέλαος Menélaos, łac. Menelaus) – w mitologii greckiej król Sparty i uczestnik wojny trojańskiej; jeden z herosów; bohater Iliady Homera.
Uchodził za syna Atreusza i Aerope. Był bratem Agamemnona oraz mężem Heleny, z którą miał córkę Hermionę.
Po zdobyciu miasta, odzyskawszy Helenę, wrócił z nią do Sparty. Menelaos znajdował się pod opieką bogini mądrości i oręża – Ateny. Żył długo u boku Heleny, która po jego śmierci została wygnana z miasta. Wybaczył Helenie niewierność po latach.
Tytułowy bohater (wraz z Odyseuszem, czyli Ulisessem) dramatu Jana Kochanowskiego Odprawa posłów greckich.